# Hornet La Frappe
Pour les articles homonymes, voir HLF.
Hornet La Frappe, de son vrai nom Mounir Ben Chettouh, est un rappeur et chanteur français d’origine algérienne et originaire d'Épinay-sur-Seine, né le 5 décembre 1992 à Argenteuil.

## Biographie

### Jeunesse et débuts (1992-2012)
Mounir Ben Chettouh naît le 5 décembre 1992 à Argenteuil, dans le département du Val-d'Oise, et grandit dans le quartier d'Orgemont à Épinay-sur-Seine, en Seine-Saint-Denis. Il commence à écrire des textes dès l'âge de 13 ans, mais débute réellement sa carrière en 2012 lorsqu'il signe sur le label TXT Productions dirigé par Busta Flex, rappeur phare de la fin des années 1990, et qui est lui aussi originaire d'Orgemont. En 2014 sort son premier projet, un EP de sept titres composés par Busta Flex, intitulé Réussir ou Mounir, le titre du projet étant un clin d'œil au film Réussir ou mourir. 

### Freestyles et Gramme 2 peuf (2016)
Alors dans une période de doutes concernant son avenir dans le hip-hop, il décide, dans un dernier élan, de fonder le label Diez Peufra avec des amis de son quartier. Il se laisse ainsi un an pour réussir à s'imposer dans le hip-hop français. Hornet La Frappe commence alors à poster des titres inédits et divers freestyles sur la chaîne YouTube Daymolition ; chaîne qui offre de l'exposition aux jeunes rappeurs. Au fil des titres et des freestyles postés, il commence à se bâtir une réputation dans le milieu du hip-hop et reçoit le soutien des rappeurs Sofiane et Kalash Criminel. Le 23 novembre 2016, le titre Gramme 2 peuf est publié via Daymolition et connaît un grand succès, propulsant Hornet la Frappe sur le devant de la scène rap en France. Le titre se voit certifié single de platine le 12 septembre 2017, avec plus de 20 millions équivalents ventes.

### Je pense à toietNous-même(2017)
Le 21 juillet 2017, Hornet La Frappe publie le titre Je pense à toi qui atteint la 9e place des charts français la semaine du 6 octobre. Le 29 septembre 2017 sort sa première mixtape intitulée Nous-mêmes, qui se voit couronnée d'un disque d'or 1 mois après sa sortie.

### Longue vie et Dans les yeux (2018)
En janvier 2018, Hornet La Frappe et Ninho sont invités par Sofiane sur le titre Longue vie. Plus tard dans le mois, il est invité par le rappeur raphaëlois Hooss sur le titre Larry Hoover. Le 20 septembre 2018, Hornet La Frappe sort son premier album studio intitulé Dans les yeux, il réalise près de 13 000 ventes la première semaine (12 879 exemplaires). 

### 93 Empire
De plus, il apparaît sur 3 pistes de la compilation 93 Empire sortie le 5 octobre 2018.[réf. souhaitée]

### Vie privée
Hornet La Frappe a un petit frère qui est aussi dans le rap qui s'appelle Dwen.

## Discographie

### Collaborations
- 2016 : DJ Hitma feat. Hornet La Frappe - La tête de ouam (sur la mixtape Inside 2k16)
- 2017 : Sofiane feat. Hornet La Frappe, GLK & YL - Le Cercle (sur l'album Bandit saleté)
- 2017 : Hornet La Frappe et Hooss - Double H
- 2018 : Sofiane feat. Ninho & Hornet La Frappe - Longue vie (sur l'album Affranchis)
- 2018 : Hooss feat. Hornet La Frappe - Larry Hoover (sur l'album Woodstock)
- 2018 : Booska nous-mêmes (sur la compilation Booska Pefra Vol. 5)
- 2018 : Vald & Hornet La Frappe - Valise (sur la compilation Game Over 50K)
- 2018 : Rémy, Hornet la Frappe et Kalash Criminel - La Maille (sur la compilation 93 Empire)
- 2018 : Sofiane et Hornet La Frappe - 93 Coast (sur la compilation 93 Empire)
- 2018 : Sofiane, Dinos et Hornet La Frappe - Viens dans mon 93 (sur la compilation 93 Empire)
- 2019 : Landy feat. Hornet La Frappe - Vitesse
- 2019 : Hornet La Frappe et Bolémvn - La même (sur la compilation Game Over 2)
- 2019 : Zikxo feat. Hornet La Frappe - TP (sur l’album Temps)
- 2019 : NAAR feat. Hornet La Frappe et Shayfeen - Babor (sur l'album Safar)
- 2019 : GLK feat. DA Uzi, Landy & Hornet La Frappe - 93% [Tijuana] (sur l'album Indécis)
- 2020 : Hatik feat. Hornet La Frappe - Binks (sur la mixtape Chaise pliante II)
- 2020 : Squadra feat. Hornet La Frappe - Charbonneur
- 2020 : Tiitof feat. Hornet La Frappe - Triste mélodie
- 2020 : Soso Maness feat. Hornet La Frappe - DDD (sur l'album Mistral)
- 2020 : Kalash Criminel feat. Hornet La Frappe et Farsenne - J'ai quitté
- 2020 : Dabs feat. Hornet La Frappe - Téléphone (sur l'EP Mode S)
- 2020 : 4Keus feat. Hornet La Frappe - Sportback (sur la réédition de l'album Vie d'artiste)
- 2020 : Dr. Yaro & La Folie feat. Hornet La Frappe - Papa fait du sal
- 2021 : L'Allemand feat. Hornet La Frappe - Sans permis (sur l'album On verra bien)
- 2021 : Hornet La Frappe feat. Zaho - Big mif
- 2021 : Nahir feat. Hornet La Frappe - À l'affût (sur la mixtape Intégral)